# John F. Hamilton
John Frank Hamilton (New York, 7 novembre 1893 – Paramus, 11 luglio 1967) è stato un attore statunitense che lavorò maggiormente in teatro e occasionalmente anche per il cinema.
È noto principalmente per l'interpretazione di Pops, il padre del personaggio interpretato da Eva Marie Saint nel classico Fronte del porto di Elia Kazan. Viene spesso citato come John F. Hamilton per distinguerlo dal più prolifico John R. Hamilton attore cinematografico sempre statunitense a da un altro omonimo britannico, famoso come attor giovane negli anni '30.

## Filmografia
- Rainbow Riley, regia di Charles Hines (1926)
- L'aquila della montagna (The Mountain Eagle), regia di Alfred Hitchcock (1926)
- The Masked Menace, regia di Arch Heath (1927)
- Il gran Gabbo (The Great Gabbo), regia di James Cruze (1929)
- Il primo ribelle (Allegheny Uprising), regia di William A. Seiter (1939)
- The Saint's Double Trouble, regia di Jack Hively (1940)
- Gold Rush Maisie, regia di Edwin L. Marin (1940)
- Men of Texas, regia di Ray Enright (1942)
- The Amazing Mrs. Holliday, regia di Bruce Manning (1943)
- Shantytown, regia di Joseph Santley (1943)
- Pilot n.5, regia di George Sidney (1943)
- Spy Train, regia di Harold Young (1943)
- Headin' for God's Country, regia di William Morgan (1943)
- Boomerang - L'arma che uccide (Boomerang), regia di Elia Kazan (1947)
- Mani lorde (The Undercover Man), regia di Joseph H. Lewis (1949)
- Fronte del porto (On the Waterfront), regia di Elia Kazan (1954)